# 石頭坑 (新竹縣)
石頭坑，是臺灣新竹縣新埔鎮的一個傳統地域名稱，位於該鎮中部偏西南。相較於今日行政區，其範圍大致與寶石里相近。

## 歷史
台灣清治末期至日治初期，石頭坑地區為一街庄，稱為「石頭坑庄」，隸屬於竹北一堡。該庄北與田新庄為鄰，東與內立庄為鄰，南邊為水坑庄，西邊為上山庄、下山庄，西北邊為犁頭山庄。
1901年（日治明治三十四年）11月，全台廢縣廳改設二十廳，該庄隸屬於新竹廳。1909年（明治四十二年）10月，合併二十廳為十二廳，該庄隸屬不變。1920年（大正九年），廢十二廳改設五州二廳，該庄改制為「石頭坑」大字，隸屬於新竹州中壢郡新埔庄。1941年，新埔庄升格為新埔街。
戰後新埔街改制為新埔鎮，隸屬於新竹縣，大字亦改制為里。1950年桃、竹、苗分治，新埔鎮隸屬不變。

## 交通
縣道115號是觀音至芎林的道路，大致以縱向蜿蜒經過石頭坑地區，向北轉東北可前往新埔市區、楊梅、新屋、觀音等地，向南可前往芎林。